# Хрохув Тинец
Хрохув Тинец (чеш. Hrochův Týnec) град је у Чешкој Републици. Град се налази у управној јединици Пардубички крај, у оквиру којег припада округу Хрудим.

## Становништво
Према подацима о броју становника из 2014. године град је имао 2.069 становника.